# Messen (Solura)
Messen – miejscowość i gmina w Szwajcarii, w kantonie Solura, w jednostce administracyjnej (Amtei) Bucheggberg-Wasseramt, w okręgu Bucheggberg. 1 stycznia 2010 do gminy przyłączono gminy Balm bei Messen, Brunnenthal i Oberramsern. 

## Demografia
W Messen mieszka 1471 osób. W 2021 roku 3,7% populacji gminy stanowiły osoby urodzone poza Szwajcarią. 

## Transport
Przez teren gminy przebiega droga główna nr 251.